# Стар Трек: Отвъд
„Стар Трек: Отвъд“ (на английски: Star Trek Beyond) е американски научнофантастичен филм от 2016 г. на режисьора Джъстин Лин. Това е 13-ият филм във вселената на Стар Трек и е пряко продължение на „Стар Трек“ (2009) и „Пропадане в мрака“ (2013). Снимките започват на 25 юни 2015 г. и приключват на 15 октомври 2015 г. Филмът излиза по кината в България и САЩ на 22 юли 2016 г.

## Актьорски състав
| Актьор        | Роля                 |
| ------------- | -------------------- |
| Крис Пайн     | Джеймс Т. Кърк       |
| Закари Куинто | Спок                 |
| Идрис Елба    | Крол                 |
| Карл Ърбан    | Доктор Ленърд Маккой |
| Саймън Пег    | Монтгомъри Скот      |
| Джон Чо       | Хикару Сулу          |
| Зоуи Салдана  | Нийота Ухура         |
| Антон Йелчин  | Павел Чеков          |
| София Бутела  | Джайла               |
| Шохре Агдашлу |                      |

## Филми от поредицата за „Стар Трек“
Поредицата „Стар Трек“ включва 14 филма:
- „Стар Трек: Филмът“ (1979)
- „Стар Трек II: Гневът на Хан“ (1982)
- „Стар Трек III: В търсене на Спок“ (1984)
- „Стар Трек IV: Пътуване към вкъщи“ (1986)
- „Стар Трек V: Последната граница“ (1989)
- „Стар Трек VI: Неоткритата страна“ (1991)
- „Стар Трек: Космически поколения“ (1994)
- „Стар Трек VIII: Първи контакт“ (1996)
- „Стар Трек: Бунтът“ (1998)
- „Стар Трек: Възмездието“ (2002)
- „Стар Трек“ (2009)
- „Пропадане в мрака“ (2013)
- „Стар Трек: Отвъд“ (2016)
- „Стар Трек: Секция 31“ (2025)